# 동물 철학

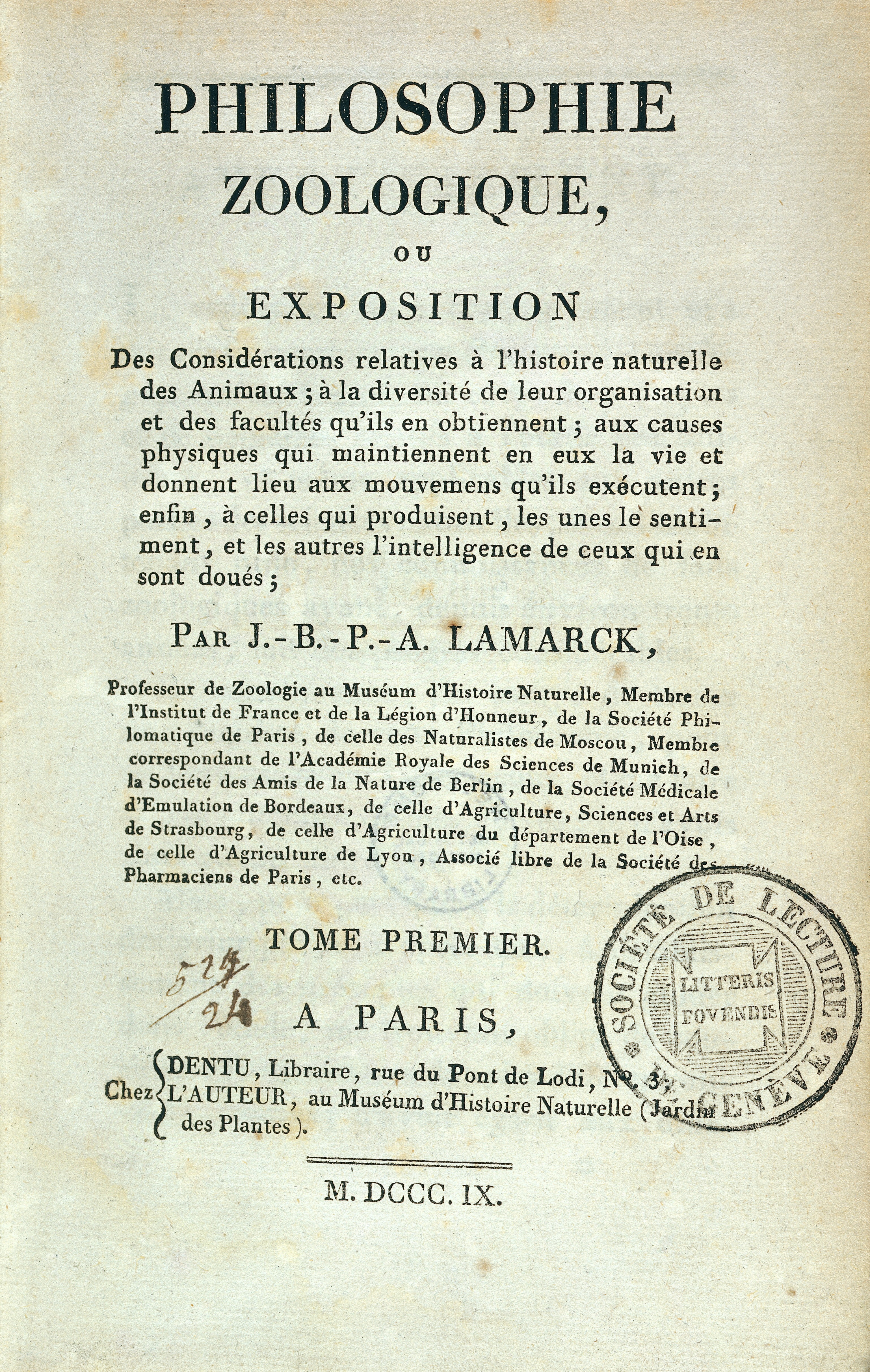

《동물철학》(Philosophie Zoologique ou exposition des considérations relatives à l'histoire naturelle des animaux)은 라마르크가 1809년에 출판한 책이다. 라마르크의 진화론은 먼저 《생물체제의 연구》(1802)에서 소묘되고 또한 《동물철학》에서 완성된 모습을 나타낸다. 이 책은 3부로 구성되어 있는데, 제1부는 동물의 계통 및 진화에 대하여, 제2부는 생명론 및 생리학에 대하여, 제3부는 심리학에 대하여 논하고 있다. 가장 유명하며 후세에 끼친 영향이 큰 것은 제1부이다. 라마르크의 진화론은 당초에 묵살되었으나 19세기 후반이 되어서 《종의 기원》의 출현과 함께 진화론이 공인되자 진화론의 한 원류(源流)로서 널리 알려지게 되었다.
라마르크 진화론의 기본은 생물이 원래 점차로 복잡해져 가는 내적 경향을 가지고 있다고 주장하는 점에 있다. 그 근거로서는 동물을 계통적으로 배열하면 체제가 단순한 것에서 복잡한 것으로 연속적으로 옮겨가는 계열이 얻어지는 사실을 들고 있다. 이어서, 같은 정도로 복잡한 동물 사이에서도 환경이나 습성의 영향을 받아 차이가 생긴다고 라마르크는 지적한다. 예를 들면 보다 단순한 체제를 가진 파충류(爬蟲類)에서 포유류(哺乳類)로 진화해 가는데 포유류에서도 습성의 차이에 기인하여 사지(四肢)가 지느러미 모양으로 변화한 해표(海豹)나 날개 모양으로 변화한 박쥐가 나타난다.